# Stefano Alfonso
Stefano Alfonso (ur. 10 stycznia 1968 w Este) – włoski żużlowiec.

## Życiorys
Wystąpił z dziką kartą w Grand Prix Włoch w 1996 zdobył tam dwunaste miejsce i uzyskał 6 punktów co dało mu dwudzieste miejsce w ogólnej klasyfikacji.
Uczestnik Grand Prix Challenge w 1995 roku gdzie zajął piętnaste miejsce.
Sześciokrotny medalista indywidualnych mistrzostw Włoch: złoty (1998), czterokrotnie srebrny (1995, 1996, 1999, 2000) oraz brązowy (2002).
Startował w lidze brytyjskiej w klubach Scottish Monarchs oraz Edinburgh Monarch. Nigdy nie startował w polskiej lidze.

## Starty w Grand Prix
| Sezon | Numer | 1   | 2     | 3   | 4   | 5   | 6   | Msc. | Pkt. |
| ----- | ----- | --- | ----- | --- | --- | --- | --- | ---- | ---- |
| 1996  | 16    | POL | ITA 6 | DEU | SWE | GBR | DNK | 20   | 6    |

| Statystyki        | Statystyki |
| ----------------- | ---------- |
| Starty            | 1          |
| Zwycięstwa        | 0          |
| Miejsca na podium | 0          |
| Finalista         | 0          |
| Punkty            | 6          |